# Bricol' Girls
Série
Garage Babes
(2007)
Pour plus de détails, voir Fiche technique et Distribution.
Bricol' Girls est un film vidéo d'Alain Chabat sorti en 1999 Chez Wam, de 61 minutes. C'est un programme de bricolage qui se distingue des autres réalisations du genre par le fait que toutes les manipulations sont effectuées par trois belles jeunes femmes en tenues généralement très légères. L’ensemble est traité avec l’humour d’Alain Chabat, par exemple avec de la parodie et de l'absurde.
Il est suivi de deux autres vidéos : Kitchendales réalisé en 2000 par Chantal Lauby, et Garage Babes réalisé en 2007 par Julien Pelgrand.

## Synopsis
Au programme :
- Planter un clou
- Réparer la lame de plancher qui a fait chuter Camille
- Changer l'ampoule afin que Suzanne puisse lire
- Réparer le carreau de céramique cassé par la brosse d'Elena qui est tombé dessus et qui lui a fait dire… un truc en russe ("crêpes ! va au diable !")
- Changer un carreau cassé par la balle d'un voisin golfeur maladroit
- Monter les escaliers avec de la musique qui fait peur
- Décoller du papier peint qui fait trop penser à Shining
- Accrocher un miroir lourd au-dessus d'une cheminée alors qu'on est prête à aller danser au Chouny's

## Fiche technique
Sauf indication contraire, les informations mentionnées dans cette section peuvent être confirmées par les bases de données cinématographiques  présentes dans la section « Liens externes ».
- Réalisation : Alain Chabat
- Scénario : Alain Chabat, Christian Maury
- Date de sortie : 2 décembre 1999 (en VHS)

## Distribution
Sauf indication contraire, les informations mentionnées dans cette section peuvent être confirmées par les bases de données cinématographiques  présentes dans la section « Liens externes ».
- Les Bricol' Girls :
  - Camille Cousin : Camille
  - Elena Vladimirovna : Elena
  - Suzanne Stokes : Suzanne
- Claude Albouze : l'homme mystérieux
- Jamel Debbouze : le traducteur
- Alain Chabat : la voix off / le rasta blanc
- Chantal Lauby : la femme du golfeur
- Dominique Farrugia : le golfeur
- Robert Kechichian : le technicien de surface chargé de l'éradication des déchets domestiques
- Christian Maury et Emmanuel Galtier : les Bricol' Boys
- Bruno Mercere, Thierry Lebon, Philippe Chany : les voix off additionnelles